# Stora Mellby distrikt
Stora Mellby distrikt är från 2016 ett distrikt i Alingsås kommun och Västra Götalands län.
Distriktet ligger norr om Alingsås.

## Tidigare administrativ tillhörighet
Distriktet inrättades 2016 och utgörs av socknen Stora Mellby i Alingsås kommun.
Området motsvarar den omfattning Stora Mellby församling hade vid årsskiftet 1999/2000..